# Louis Lépecq de La Clôture
Louis Lépecq de La Clôture (né à Caen le 12 juillet 1736 et mort à Saint-Pierre-Azif le 5 novembre 1804) est un chirurgien et un médecin épidémiologiste français.

## Biographie
Fils de Louis Lépecq de La Clôture (1706-1742), médecin-régent et professeur de chirurgie à la faculté de médecine de Caen, et de Madeleine Pyron, il commence ses études médicales à Caen où, en 1755, il obtient son diplôme de médecin. Après un séjour à Paris où il travaille à l'Hôpital de la Charité, il retourne à Caen (1763) comme agrégé à la Faculté et professeur de chirurgie,.
En 1768, il se rend à Rouen, où il est agrégé au Collège des Médecins, puis nommé médecin de l'Hôtel-Dieu de cette ville, puis médecin des Prisons et médecin de la Généralité pour les maladies épidémiques. Il s'y marie en 1780 avec Marie Claude Lebon.
Reconnu pour ses travaux d'épidémiologie, notamment ses Observations sur les maladies épidémiques, il est anobli par Louis XVI en 1781. En 1782, il devient président de l'Académie des sciences, belles-lettres et arts de Rouen puis membre associé de la Société royale de médecine de Paris.
Emprisonné sous la Terreur, il se retire en 1794 à Saint-Pierre-Azif, où il décède en 1804.

## Travaux
- Observations sur les maladies épidémiques, ouvrage rédigé d'après le tableau des épidémiques d'Hippocrate (1776).
- Collection d'observations sur les maladies et constitutions épidémiques, ouvrage qui expose une suite de quinze années d'observations (1778).

## Mémoire
La rue Lepecq de la Clôture porte son nom à Rouen, dans le quartier Gare-Jouvenet.